# Calvin Carter
Calvin Tollie Carter, född den 27 maj 1925 i Gary, Indiana, död den 9 juli 1986 i Oak Forest, Illinois, var en amerikansk musikproducent, skivbolagsdirektör och låtskrivare inom genrerna blues och jazz.
Calvin Carter har producerat musik för Vee-Jay, Chess och, sitt eget bolag, On Top. Han var bror till Vee-Jays grundare Vivian Carter. 
Hans mest kända låt, I Ain't Got You, spelades in av både Jimmy Reed och Billy Boy Arnold på Vee-Jay 1955 och coverversioner har därefter spelats in av bland andra Yardbirds (B-sida till Good Morning Little Schoolgirl 1964 och sedan även på albumet For Your Love 1965), The Animals (på Animal Tracks och The Animals on Tour, båda 1965), Blue Öyster Cult (på On Your Feet or on Your Knees 1975), Aerosmith (på Live! Bootleg 1978) och The Blues Brothers (på Made in America 1980).